# كورونيل
كورونيل (بالبرتغالية: Antônio Evanil da Silva‏) هو لاعب كرة قدم برازيلي في مركز الدفاع، ولد في 27 يناير 1935 في Quatis ‏ في البرازيل، وتوفي في 5 ديسمبر 2019. لعب مع نادي فاسكو دا غاما.

## وصلات خارجية
- كورونيل على موقع قاعدة بيانات كرة القدم.إي يو (الإنجليزية)
- كورونيل على موقع ناشيونال فوتبول تيمز (الإنجليزية)